# Пєтков Валерій Петрович
Валерій Петрович Пєтков — український правознавець. Досліджує адміністративне право, кримінально виконавче право. Доктор юридичних наук, професор, Заслужений юрист України.

## Біографічні дані
Народився 7 липня 1951 року в селищі Вільшанка Вільшанського району Кіровоградської області. Батько Петро Іванович працював шофером у місцевому колгоспі, мати Лідія Архипівна – вчителькою математики. Після закінчення середньої школи навчався у 1968–1971 рр. в Одеському медичному училищі №3.
З жовтня 1971 р. працював у Вільшанській санепідемстанції помічником санітарного лікаря. У 1972–1974 рр. Валерій Пєтков – студент Запорізького медичного інституту. Потім служба в рядах радянської армії. У 1976 р. працював у санітарно-епідеміологічній станції Шевченківського району м.Запоріжжя на посаді помічника санітарного лікаря.
Із жовтня 1976 В. П. Пєтков працює в органах Управління виправно-трудових установ УВС Запорізького облвиконкому. У 1978–1983 рр. навчався на факультеті правознавства Харківського юридичного інституту ім. Ф. Е. Дзержинського.
У 1992 р. В. П. Пєтков захистив дисертацію на здобуття наукового ступеня кандидата юридичних наук по темі «Особистість рецидивістів старшого віку та особливості карально-виховного впливу на них у ВТУ» у Всесоюзному науково-дослідному інституті МВС СРСР, м. Москва під керівництвом доктора юридичних наук, професора Юрія Мійрановича Антоняна. У січні 1994 р. призначений на посаду начальника циклу адміністративного права Запорізького училища міліції МВС України.
З листопада 1994 обіймав посаду начальника кафедри адміністративного права та адміністративної діяльності Запорізького юридичного інституту МВС України. У 1998 році Валерій Петрович захистив дисертацію на здобуття наукового ступеня доктора юридичних наук «Управління виховно-виправним процесом» під керівництвом доктора юридичних наук, професора Олександра Марковича Бандурки. У 2002 р. йому присвоєно вчене звання професора.
Розпорядженням Голови Верховної Ради України у квітні 2001 року В. П. Пєтков включений до складу робочої групи з підготовки проекту нового Кодексу України про адміністративні правопорушення. З липня 2001 р. працює начальником Кіровоградської філії Національного університету внутрішніх справ. У грудні 2003 р. його призначено ректором Кіровоградського юридичного інституту Національного університету внутрішніх справ.
З лютого 2006 р. В. П. Пєтков працює на посаді ректора Кіровоградського юридичного інституту Харківського національного університету внутрішніх справ. Є членом спеціалізованих вчених рад із захисту докторських та кандидатських дисертацій при Харківському національному університеті внутрішніх справ, Національному університеті державної податкової служби України.
Валерій Петрович Пєтков нагороджений відзнакою «Хрест Слави», медалями О. С. Макаренка, «За сумлінну службу» І, ІІ, III ст., а також почесними відзнаками МВС України «За розвиток науки, техніки і освіти», «Відмінник народної освіти», «Почесний знак МВС України», «За відзнаку в службі» І, II ст., «Найкращий працівник МВС», «Закон і честь», «10 років МВС України», «15 років МВС України», «За співпрацю з внутрішніми військами МВС України», «За протидію дитячій злочин-ності» І і II ст. та іншими нагородами. Заслужений юрист України, член Кримінологічної асоціації України.